# Meredith Eaton
Meredith Hope Eaton (26. august 1974 på Long Island), er en amerikansk skuespiller. Hun var gift med Michael Gilden

## Filmografi
- 2002 – Unconditional Love
- 2009 – Balls Out: Gary the Tennis Coach
- 2011 – Paranormal Activity 3
- 2013 – Paranoia
- 2014 – Veronica Mars
- 2014 – Paranormal Activity: The Marked Ones
- ???? – The Ones
- 2017–nu  – MacGyver